# Trattato dell'OMPI sul diritto d'autore
Il trattato dell'OMPI sul diritto d'autore (abbreviato WCT dall'inglese WIPO Copyright Treaty) costituisce un aggiornamento e una integrazione della Convenzione di Berna per la protezione delle opere artistiche e letterarie. Viene adottato nel dicembre 1996, dopo anni di trattative, dall'Organizzazione mondiale per la proprietà intellettuale (OMPI) insieme al Trattato sulle Interpretazioni, le esecuzioni ed i fonogrammi (WPPT), a seguito dell'accordo TRIPs dell'Organizzazione mondiale del commercio del 1994.
Questi trattati mirano, da un lato, a un'ulteriore armonizzazione dei diritti di proprietà intellettuale e, dall'altro, al loro adeguamento ai nuovi rischi della società dell'informazione. L'esigenza di creare il WCT è dovuto al fatto che le possibilità di sfruttamento delle opere dell'ingegno nell'ambiente digitale non conoscono confini nazionali, di conseguenza risulta più che mai necessario concordare degli standard minimi di tutela a livello internazionale. In particolare il WCT s'inserisce nel sistema costruito dalla Convenzione di Berna (nel testo riveduto a Parigi nel 1971), e viene definito come un accordo particolare tra stati ex art. 20 della Convenzione stessa, mentre rispetto agli altri trattati internazionali il rapporto è, invece, di assoluta indipendenza ed autonomia.
Il trattato costituì, inoltre, la prima grande risposta all'avvento di Internet in cui le parti contraenti si accordarono per un aggiornamento delle loro leggi nazionali in modo tale da permettere ai detentori dei diritti di estendere gli stessi per coprire anche Internet e altri network informatici. Sue implementazioni scaturirono, negli USA, con il Digital Millennium Copyright Act del 1998 e in Europa con la Copyright Directive del 2001, che divenne legge in diversi paesi europei nel 2002 e 2003.

## Sommario del Trattato
Il WCT stabilisce in primis che ognuna delle Parti contraenti debba conformarsi agli articoli della Convenzione di Berna, riveduta da ultimo con l'Atto di Parigi del 24 luglio 1971. 
La protezione da copyright viene estesa a due nuovi argomenti:
- i programmi per elaboratore, qualsiasi sia la loro forma di espressione
- le compilazioni di dati o altro materiale, in qualsiasi forma, che a causa della selezione o della disposizione del loro contenuto costituiscono creazioni intellettuali. La protezione non copre i dati o il materiale stesso e non pregiudica i diritti d'autore eventualmente esistenti sui dati o sul materiale contenuti nella compilazione.

Per quanto riguarda i diritti concessi agli autori, oltre a quelli riconosciuti dalla Convenzione di Berna, vi sono:
- Diritto di distribuzione (art. 6): il diritto di autorizzare la disponibilità al pubblico dell'opera originale o delle sue copie attraverso la vendita o altri trasferimenti di proprietà.
- Diritto di noleggio (art. 7): il diritto di autorizzare il noleggio a scopo di lucro dell'opera originale o delle sue copie. Riguarda esclusivamente tre tipologie di opere: i programmi per elaboratore (fa eccezione la circostanza in cui il programma non risulti oggetto essenziale del noleggio), le opere cinematografiche (a meno che il noleggio a scopo di lucro non abbia provocato una così diffusa riproduzione dell'opera tale da compromettere sostanzialmente il diritto esclusivo di riproduzione), e opere contenute in fonogrammi (le Parti contraenti che al 15 Aprile 1994 applicavano un sistema di equo compenso per il noleggio di tali opere, e lo applicano tuttora, possono mantenerlo in vigore purché il noleggio delle opere non comprometta il diritto esclusivo di riproduzione degli autori).
- Diritto di comunicazione al pubblico (art. 8): il diritto di autorizzare ogni forma di comunicazione al pubblico, via filo o via etere, in modo tale che "chiunque possa liberamente accedervi da un luogo o in un momento di sua scelta"[3], così includendo servizi on-demand e comunicazione interattiva attraverso Internet.

Ciascuno è un diritto esclusivo, soggetto a limitazioni ed eccezioni.
Il Trattato obbliga le parti contraenti a prevedere un'adeguata tutela giuridica e a precostituire mezzi di ricorso efficaci contro l'elusione delle misure tecnologiche utilizzate dagli autori nell'esercizio dei diritti contemplati dal presente trattato o dalla Convenzione di Berna, allo scopo di impedire che vengano commessi, nei confronti delle loro opere, atti non autorizzati dagli autori stessi o vietati per legge.
Inoltre, le parti contraenti sono obbligate ad adottare, in accordo con la propria legislazione, limitazioni o eccezioni ai diritti esclusivi degli autori di opere letterarie e artistiche contemplati dal presente trattato, in taluni casi speciali che non siano in conflitto con la normale utilizzazione economica dell'opera e non comportino un ingiustificato pregiudizio ai legittimi interessi del titolare.
Il Trattato, aperto ad ogni stato dell'OMPI e della Comunità Europea, istituisce un'Assemblea delle Parti Contraenti il cui primario obiettivo è quello di trattare argomenti riguardanti la salvaguardia e lo sviluppo del Trattato stesso, e affida al segretariato dell'OMPI l'incarico amministrativo. L'assemblea costituita dal Trattato delibera sulla possibile entrata di qualsiasi organizzazione intergovernativa a far parte del Trattato.
Il Trattato, di cui il direttore generale dell'OMPI è il depositario, entra in vigore il 6 marzo 2002.

## Oggetto tutelato
L'ambito di operatività del WCT include, in primo luogo, la definizione dell'oggetto del diritto d'autore. Gli Stati firmatari potranno ampliare (o in taluni casi, diminuire) lo spazio di tutela (ad esempio, in ambito temporale), ma non ridefinire il contenuto o l'oggetto del diritto, il quale, secondo quanto scritto nell'art. 2, comprende "espressioni e non le idee, i procedimenti, i metodi di funzionamento o i concetti in quanto tali" . Gli artt. 4-5 includono nella protezione anche i programmi per elaboratore e le banche dati.

## Contenuto del diritto
La convenzione tutela anche la distribuzione (art. 6), il noleggio (art. 7), e la comunicazione al pubblico (art. 8). Relativamente al diritto di comunicazione al pubblico, va ricordato come questo ricomprenda la diffusione su etere o via filo, su internet o nelle biblioteche. L'articolo 8 espande quindi gli art. 12 e 14 della Convenzione di Berna. Come si nota la soluzione adottata nel WCT (nota anche come “umbrella solution”) da un lato estende l'applicabilità del diritto esclusivo di comunicazione al pubblico a tutte le categorie di opere dell'ingegno e dall'altro espressamente vi ricomprende la trasmissione realizzata con modalità interattive delle nuove tecnologie.

## Limitazioni ed eccezioni
L'art. 10 è la norma riguardante la possibilità di ogni Stato di introdurre limitazioni ed eccezioni ai diritti inclusi nella convenzione, le quali dovranno necessariamente riguardare solo alcuni casi tali da non incidere sulla normale utilizzazione delle opere. Tuttavia, considerata la specialità di internet e dell'ambiente digitale, le dichiarazioni concordate in merito all'art. 10 fanno salva una maggiore libertà di restrizione dei diritti (sempre, però, compatibilmente con la Convenzione di Berna).

## Obblighi dei firmatari

### Misure tecnologiche di protezione (MTP)
L'art. 11 segna l'ingresso nel panorama normativo internazionale delle tutela giuridica delle misure tecnologiche di protezione apposte ad un'opera dell'ingegno per impedirne usi non conformi alla volontà dei titolari dei diritti. Lo strumento normativo è stato necessario, ma di per sé non sufficiente a fronteggiare fenomeni, quali la diffusione di materiale protetto in ambienti digitali in continua evoluzione. Per garantire l'effettiva applicazione del diritto si prevede di poter sanzionare i tentativi di elusione della stessa. Infine va considerato che il WCT conferisce protezione solo a quelle misure tecnologiche che abbiano come effetto quello di impedire gli atti che non siano autorizzati dai titolari dei diritti o consentiti dalla legge. Si evidenzia quindi forte l'esigenza che la tutela dei diritti di proprietà intellettuale non determini una limitazione alle prerogative dei fruitori delle opere.

### Obblighi in materia di gestione dei diritti
L'art. 12 presenta invece un maggior grado di dettaglio rispetto al precedente, obbligando gli Stati a provvedere rimedi contro chi dolosamente o colposamente rimuova o alteri informazioni elettroniche sulla gestioni dei diritti oppure distribuisca opere sui quali tali informazioni sono state alterate.

### Protezione dei diritti
L'art. 14 demanda agli Stati firmatari l'attuazione della garanzia sulla sorveglianza dei diritti menzionati. Le Parti contraenti infatti sono incaricate di dare attuazione alla convenzione nel proprio ordinamento giuridico predisponendo mezzi efficaci onde evitare l'elusione delle norme di protezione. Ogni Stato firmatario deve impegnarsi a provvedere alla la protezione accordata alle misure tecnologiche in modo adeguato ed effettivo, lasciando agli Stati contraenti un ampio margine di manovra relativamente allo strumento da approntare, vincolandoli piuttosto in relazione al risultato finale che tale norma deve perseguire.

## Organi di rappresentanza
Il coordinamento tra gli Stati firmatari, nonché l'indizione delle conferenze diplomatiche per l'aggiornamento della Convenzione, sono demandati ad un organo assembleare rappresentativo degli Stati membri o di organizzazioni intergovernative (art. 15). Per i compiti amministrativi è stato costituito invece un Ufficio internazionale.

## Paesi aderenti
I Paesi aderenti al trattato dell'OMPI sul diritto d'autore sono 112.
| Paese                 | In vigore da      |
| --------------------- | ----------------- |
| Afghanistan           | 9 Febbraio 2021   |
| Albania               | 6 Agosto 2005     |
| Algeria               | 31 Gennaio 2014   |
| Argentina             | 6 Marzo 2002      |
| Armenia               | 6 Marzo 2005      |
| Australia             | 26 Luglio 2007    |
| Austria               | 14 Marzo 2010     |
| Azerbaijan            | 11 Aprile 2006    |
| Barbados              | 13 Dicembre 2019  |
| Bahrein               | 15 Dicembre 2005  |
| Bielorussia           | 6 Marzo 2002      |
| Belgio                | 30 Agosto 2006    |
| Belize                | 9 Febbraio 2019   |
| Benin                 | 16 Aprile 2006    |
| Bolivia               | firmato           |
| Bosnia ed Erzegovina  | 25 Novembre 2009  |
| Botswana              | 27 Gennaio 2005   |
| Brunei                | 2 Maggio 2017     |
| Bulgaria              | 6 Marzo 2002      |
| Burkina Faso          | 6 Marzo 2002      |
| Burundi               | 12 Aprile 2016    |
| Canada                | 13 Agosto 2014    |
| Capo Verde            | 22 Maggio 2019    |
| Cile                  | 6 Marzo 2002      |
| Cina                  | 9 Giugno 2007     |
| Cipro                 | 4 Novembre 2003   |
| Colombia              | 6 Marzo 2002      |
| Comore                | 25 Aprile 2021    |
| Corea del Sud         | 25 Giugno 2004    |
| Costa Rica            | 6 Marzo 2002      |
| Croazia               | 6 Marzo 2002      |
| Danimarca             | 14 Marzo 2010     |
| Ecuador               | 6 Marzo 2002      |
| El Salvador           | 6 Marzo 2002      |
| Emirati Arabi Uniti   | 14 Luglio 2004    |
| Estonia               | 14 Marzo 2010     |
| Filippine             | 4 Ottobre 2002    |
| Finlandia             | 14 Marzo 2010     |
| Francia               | 14 Marzo 2010     |
| Gabon                 | 6 Marzo 2002      |
| Georgia               | 6 Marzo 2002      |
| Germania              | 14 Marzo 2010     |
| Ghana                 | 18 Novembre 2006  |
| Giamaica              | 12 Giugno 2002    |
| Giappone              | 6 Marzo 2002      |
| Giordania             | 27 Aprile 2004    |
| Grecia                | 14 Marzo 2010     |
| Guatemala             | 4 Febbraio 2003   |
| Guinea                | 25 Maggio 2002    |
| Honduras              | 20 Maggio 2002    |
| India                 | 25 Dicembre 2018  |
| Indonesia             | 6 Marzo 2002      |
| Irlanda               | 14 Marzo 2010     |
| Isole Cook            | 19 Giugno 2019    |
| Israele               | firmato           |
| Italia                | 14 Marzo 2010     |
| Kazakistan            | 12 Novembre 2004  |
| Kenya                 | firmato           |
| Kirghizistan          | 6 Marzo 2002      |
| Kiribati              | 22 Giugno 2021    |
| Lettonia              | 6 Marzo 2002      |
| Liechtenstein         | 30 Aprile 2007    |
| Lituania              | 6 Marzo 2002      |
| Lussemburgo           | 14 Marzo 2010     |
| Macedonia del Nord    | 4 Febbraio 2004   |
| Madagascar            | 24 Febbraio 2015  |
| Malaysia              | 27 Dicembre 2012  |
| Mali                  | 24 Aprile 2002    |
| Malta                 | 14 Marzo 2010     |
| Messico               | 6 Marzo 2002      |
| Moldavia              | 6 Marzo 2002      |
| Mongolia              | 25 Ottobre 2002   |
| Montenegro            | 3 Giugno 2006     |
| Marocco               | 20 Luglio 2011    |
| Namibia               | firmato           |
| Nauru                 | 11 Agosto 2020    |
| Nuova Zelanda         | 17 Marzo 2019     |
| Nicaragua             | 6 Marzo 2003      |
| Nigeria               | 4 Gennaio 2018    |
| Oman                  | 20 Settembre 2005 |
| Paesi Bassi           | 14 Marzo 2010     |
| Panama                | 6 Marzo 2002      |
| Paraguay              | 6 Marzo 2002      |
| Perù                  | 6 Marzo 2002      |
| Polonia               | 23 Marzo 2004     |
| Portogallo            | 14 Marzo 2010     |
| Principato di Monaco  | firmato           |
| Qatar                 | 28 Ottobre 2005   |
| Regno Unito           | 14 Marzo 2010     |
| Repubblica Ceca       | 6 Marzo 2002      |
| Repubblica Dominicana | 10 Gennaio 2006   |
| Romania               | 6 Marzo 2002      |
| Russia                | 5 Febbraio 2009   |
| Saint Lucia           | 6 Marzo 2002      |
| San Marino            | 2 Settembre 2020  |
| Sao Tome e Principe   | 27 Aprile 2020    |
| Senegal               | 18 Maggio 2002    |
| Serbia                | 13 Giugno 2003    |
| Singapore             | 17 Aprile 2005    |
| Slovacchia            | 6 Marzo 2002      |
| Slovenia              | 6 Marzo 2002      |
| Spagna                | 14 Marzo 2010     |
| Stati Uniti d'America | 6 Marzo 2002      |
| Svezia                | 14 Marzo 2010     |
| Sud Africa            | firmato           |
| Svizzera              | 1 Luglio 2008     |
| Tagikistan            | 5 Aprile 2009     |
| Togo                  | 21 Maggio 2003    |
| Trinidad e Tobago     | 28 Novembre 2008  |
| Turchia               | 28 Novembre 2008  |
| Ucraina               | 6 Marzo 2002      |
| Uganda                | 28 Aprile 2022    |
| Ungheria              | 6 Marzo 2002      |
| Unione Europea        | 14 Marzo 2010     |
| Uruguay               | 5 Giugno 2009     |
| Uzbekistan            | 17 Luglio 2019    |
| Vanuatu               | 6 Agosto 2020     |
| Venezuela             | firmato           |
| Vietnam               | 17 Febbraio 2022  |